# 長湖鎮鎮長
長湖鎮鎮長（英語：Master of Lake-town）是一名登場於托爾金奇幻文學中土大陸中的虛構角色。他是比爾博與十三名矮人抵達長湖鎮時的鎮長，在《哈比人歷險記》第十章〈熱情的歡迎〉首次出場，小說中並沒提及他的名字。

## 生平
第三紀元2941年，當進行孤山任務的十三名矮人來到長湖鎮後，首領索林·橡木盾向鎮民宣示自己「山下國王」的身分，並承諾會帶來巨大的財富，引起鎮民很大的轟動；鎮長認為這些矮人是騙子，但他為了迎合鎮民，而對矮人們表示歡迎。十五天後，索林等人要前往孤山時，鎮長才總算相信了索林的身分；但他對於矮人們的離去並不感到後悔，因為矮人到來所造成的連續多日狂歡致使鎮上的商業停滯，這不利於鎮長的生意。
在惡龍史矛革攻擊長湖鎮時，鎮長馬上放棄保衛城鎮的職責，用大船載著黃金打算乘亂逃走。當弓箭手巴德將惡龍射殺後，倖存的鎮民紛紛指責鎮長的自私，並要推舉巴德擔任眾人的領袖，但狡猾的鎮長以其演說能力將鎮民的憤怒轉移到驚醒惡龍的矮人身上。
鎮長並沒有參與後來的五軍之戰，他留在長湖邊與部分鎮民和精靈工匠重建長湖鎮。在小說結尾，鎮長將巴德交給他用來幫助人民的黃金偷走，捲款逃離長湖鎮，最終在荒野中飢寒交迫地死去。

## 改編
長湖鎮鎮長已出現在很多《哈比人》的電影、電台改編中，1968年的BBC廣播劇裡，約翰·布萊寧（John Bryning）飾演長湖鎮鎮長。
在彼得·傑克森的電影改編《哈比人電影系列》中，由英國演員史蒂芬·佛萊飾演長湖鎮鎮長。電影中鎮長的形象顯得比較噁心和髒亂，還吃下了動物的睾丸，但另一方面他也很狡猾和機智；他常透過其副手艾弗德壓榨鎮上的人民；並把河谷鎮遺民巴德視為他的敵人和競爭對手，派出不少眼線監視巴德家。最後在巴德射殺惡龍之後，原本想帶著財寶逃走的鎮長被從天而降的惡龍屍體砸落水中而死去。